# Lee Agnew
Lee Agnew (* 13. ledna 1971 Dunfermline, Skotsko) je skotský bubeník a perkusionista. Je synem Pete Agnewa, kytaristy skupiny Nazareth.
Pro skupinu Nazareth pracoval jako servisní technik bicích nástrojů a když Darrell Sweet v roce 1999 zemřel, stal se stálým členem skupiny.